# Felsberg (Germania)
Felsberg è un comune tedesco di 10 633 abitanti situato nel land dell'Assia.
Nel suo territorio scorre il fiume Eder.